# 한진엘리베이터
한진엘리베이터 주식회사(영어: Hanjin Elevator)는 1987년 12월 15일에 설립된 승강기 승강설비 개발, 제조 및 유지보수 회사이다.
방글라데시등 외국에 수출하였으며,
아시아  초대 농수산물시장인  서울
가락농수산물 시장(가락몰)에  5,000kg
76인승 화물 엘리베이터를 납품하는등
건물용및 산업용 엘리베이터를 생산
납품하고 있다

## 연혁
- 1987년 12월 15일: 회사 설립[1]